# Santissimo Sacramento a Tor de’ Schiavi

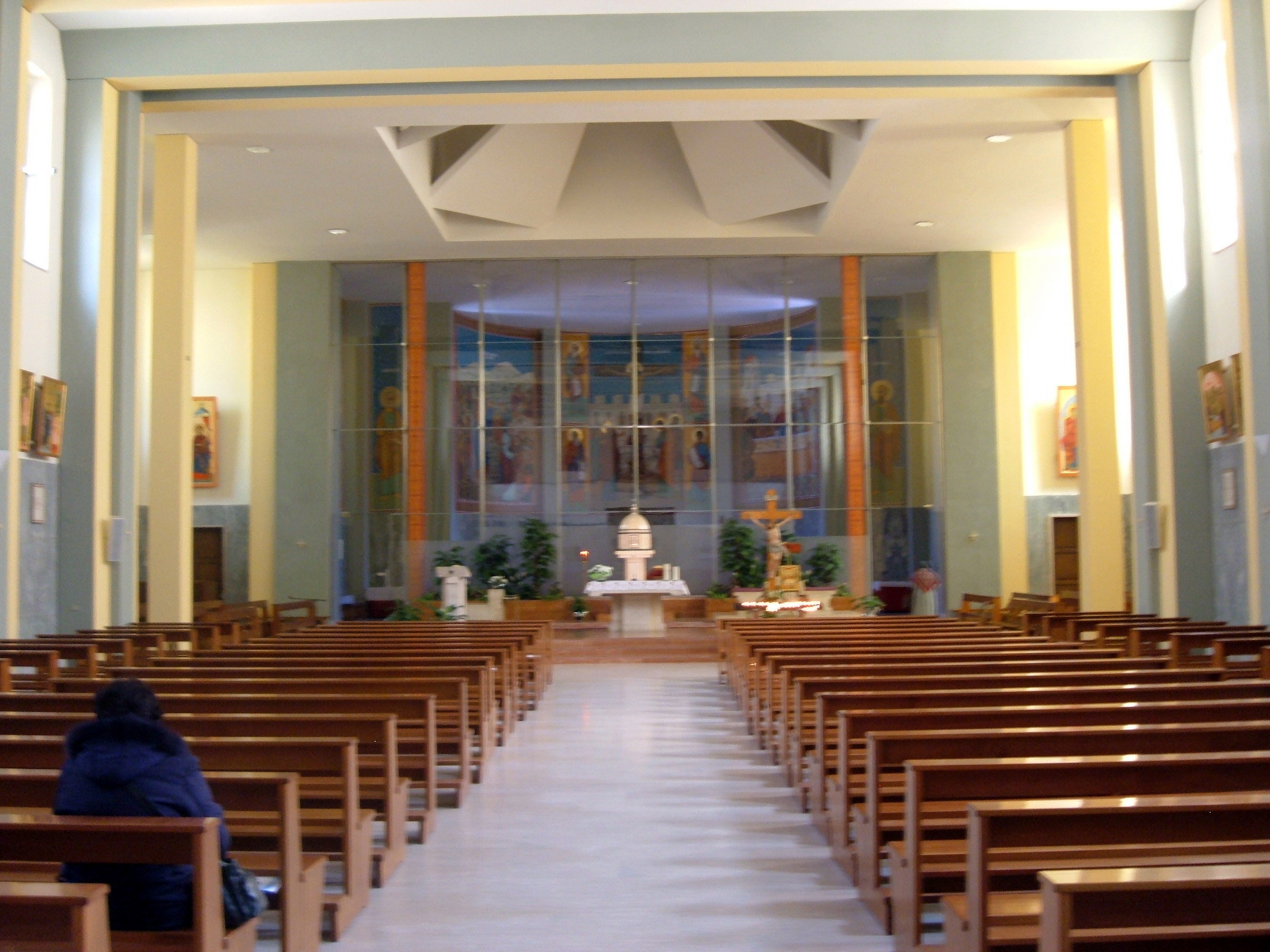
Innenansicht

Santissimo Sacramento a Tor de’ Schiavi ist eine dem Allerheiligsten Sakrament geweihte katholische Kirche im römischen Stadtviertel  Prenestino-Labicano.
Sie ist die Titelkirche des Kardinalpriesters von Santissimo Sacramento a Tor de’ Schiavi und Pfarrkirche der gleichnamigen römischen Pfarrei. 

## Geschichte
Die dazugehörige Pfarrei wurde am 28. März 1963 durch ein Dekret von Kardinalvikar Clemente Micara errichtet. Die Kirche wurde nach Plänen von Francesco Fornari zwischen 1966 und 1968 gebaut und am 5. Mai 1968 durch Kardinalvikar Angelo Dell’Acqua geweiht.
Sie wurde am 1. Juni 1972 durch Papst Paul VI. und am 14. März 1993 durch Papst Johannes Paul II. besucht.
Am 28. Juni 2017 wurde sie von Papst Franziskus zur Titelkirche erhoben.

## Beschreibung
Die Fassade ist im romanischen Stil gehalten, mit Baldachin und Veranda. Die Tür ist mit einer Kupferplatte verkleidet, auf welcher Szenen aus dem Alten und Neuen Testament dargestellt werden.
Vom Kirchenraum ist mit einer Glasscheibe eine Werktagskapelle abgetrennt.